# Phyllis Schlafly

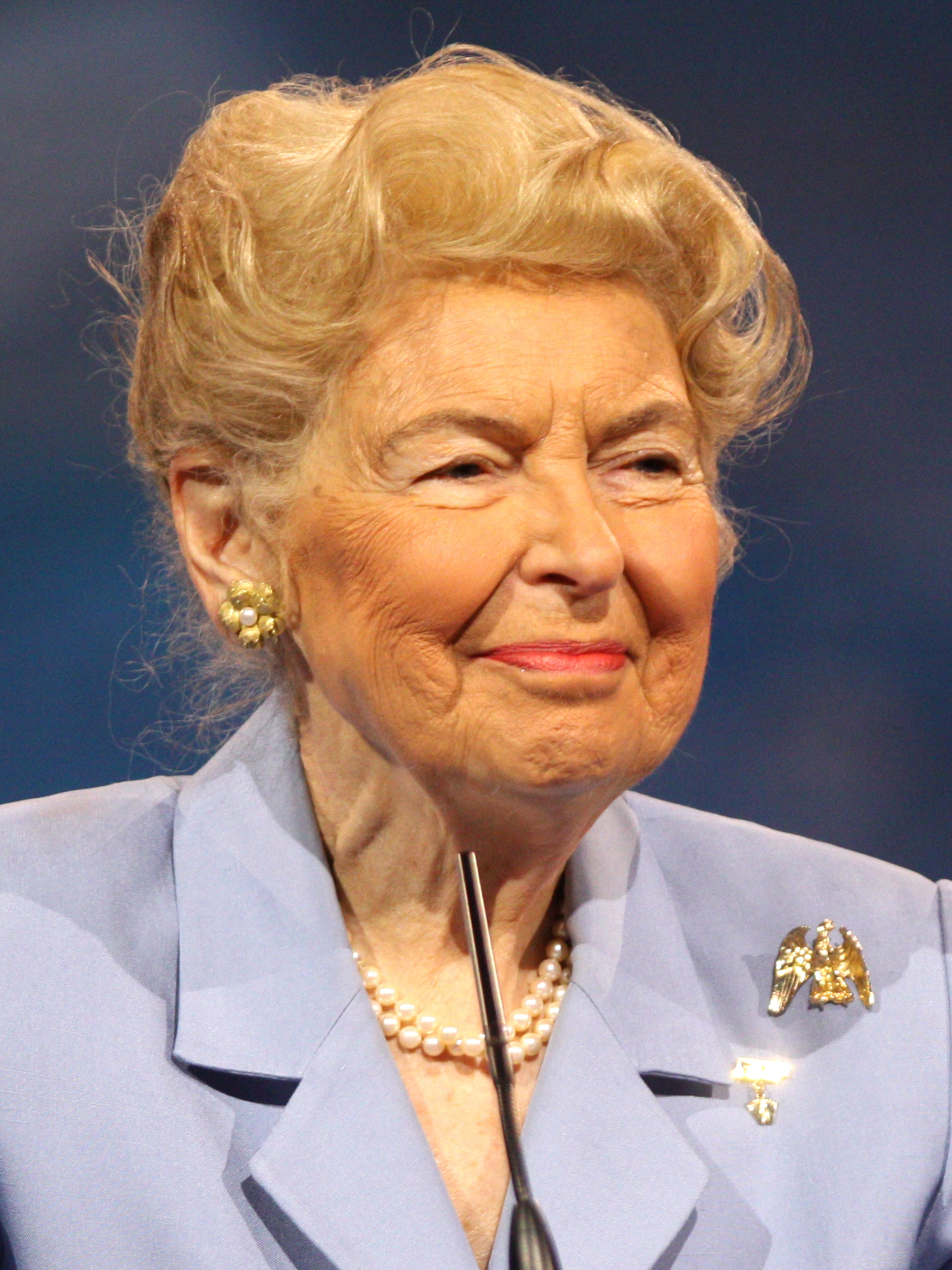
Phyllis Schlafly (2013)

Phyllis Schlafly (* 15. August 1924 in St. Louis, Missouri als Phyllis McAlpine Stewart; † 5. September 2016 ebenda) war eine einflussreiche konservative Publizistin und politische Aktivistin in den Vereinigten Staaten.

## Herkunft und Ausbildung
Phyllis Schlafly stammte aus einer Familie ursprünglich schottischer Presbyterianer (sie selbst war allerdings römisch-katholisch). Ihr Vater war Vertreter für Westinghouse, und seine Arbeitslosigkeit während der Depressionszeit, in der ihre Mutter die Familie als Lehrerin und Bibliothekarin über Wasser hielt, war für Schlafly prägend. Schlafly besuchte die Washington University in St. Louis und das (mit Harvard verbundene) Radcliffe College, wo sie 1944 ihren M.A. in Politikwissenschaft erlangte. 1978 legte sie außerdem das juristische Examen an der Law School der Washington University in St. Louis ab und war in Illinois als Anwältin zugelassen.

## Politisches Leben

### Kampf gegen „ERA“
Schlafly trat für die Rolle der Frau als Hausfrau und Mutter ein und war eine prominente Gegnerin der Frauenbewegung und des Feminismus. Bekannt wurde sie durch ihre Jahre andauernde Kampagne gegen das „Equal Rights Amendment“ (ERA), einen Verfassungszusatz, der die Gleichberechtigung der Geschlechter in der US-Verfassung festgeschrieben hätte. Das Amendment wurde 1971 vom US-Repräsentantenhaus und 1972 vom Senat verabschiedet, wurde aber vor Verstreichen der gesetzlichen Frist im Jahr 1982 nicht von den einzelnen Staaten ratifiziert, wobei Schlaflys Aktivitäten als ausschlaggebend gelten. 1972 gründete sie die „STOP ERA“-Bewegung, aus der später das Eagle Forum (und eine zugehörige Denkfabrik in St. Louis) hervorging, eine konservative „Pro-Familien“-Organisation, deren Präsidentin sie bis zu ihrem Tod war. Schlafly sah im Equal Rights Amendment eine Bedrohung für die traditionelle amerikanische Familie und fürchtete um gewisse weibliche „Privilegien“, die durch den Zusatz verfassungswidrig würden, z. B. den Ausschluss vom Wehrdienst und den Anspruch auf finanzielle Unterstützung durch den Ehemann. Eine gesetzliche Gleichstellung von Frauen würde diese außerdem dazu zwingen, ihre Mutterrolle, die Schlafly als natürlich und befriedigend ansah, aufzugeben und erwerbstätig zu werden, was laut Schlafly zu Unglück und Kinderlosigkeit oder zur Vernachlässigung des Nachwuchses führen würde. Schlafly kritisierte, dass die gleiche Bezahlung von Frauen und Männern dazu führe, dass Frauen seltener der Eheschließung zustimmen würden, weil meist finanziell bessergestellte Männer finanziell schlechter gestellte Frauen heirateten. Weiterhin behauptete sie, dass durch das Equal Rights Amendment die gleichgeschlechtliche Ehe und Schwangerschaftsabbrüche legalisiert würden. Gegen den Waffendienst US-amerikanischer Frauen engagierte sie sich besonders.

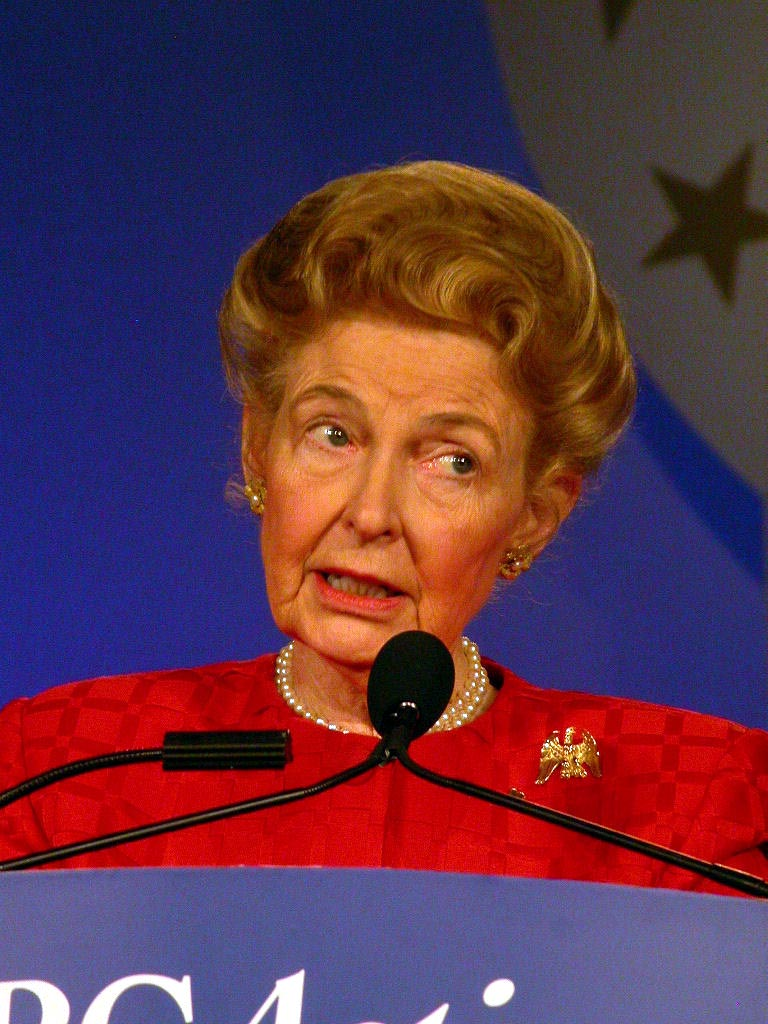
Phyllis Schlafly (2007)

Phyllis Schlafly kann als größte Widersacherin der Ratifizierung des Equal Rights Amendment betrachtet werden. Schlaflys gesellschaftlicher wie politischer Einfluss ging auf ihre Aktivitäten in den 1950er und den 1960er Jahren zurück, in denen sie sich als Rednerin, Autorin und vehemente Gegnerin des Kommunismus sowie als Antiliberale einen Namen machte. Schlafly galt als eine außerordentlich talentierte Organisatorin und als Stimme des konservativen Amerika. Ferner war sie bekannt als begabte Rhetorikerin, was sie als Kongresskandidatin 1952 und im Kampf gegen Betty Friedan in den 1970er Jahren unter Beweis stellte. Schlafly war in der Lage, mit einer einfachen Sprache weite Teile der Öffentlichkeit zu erreichen, indem sie komplizierte Sachverhalte vereinfachte. Die Historikerin Catherine E. Rymph charakterisierte Schlaflys Rufs in der Öffentlichkeit wie folgt: Bei ihren Gegnern gelte sie als „doktrinär, intolerant und selbstgerecht“, bei ihren Unterstützern als „logisch“ und „moralisch leidenschaftlich“.
Schlafly sah in einer liberalen Gesellschaft die Gefahr der Unterwanderung durch den Kommunismus, weil sich in einer offenen Gesellschaft kommunistische Strömungen freier entfalten könnten. Schlaflys Einfluss auf die Gesellschaft und das Equal Rights Amendment war so groß, dass sie finanzielle Unterstützung seitens Versicherungen und der John Birch Society erhielt. In ihrer Kampagne gegen das Equal Rights Amendment schürte Schlafly massiv Ängste, wie beispielsweise vor der möglichen Einführung gemeinsamer sanitärer Einrichtungen für Männer und Frauen, der Legalisierung von Vergewaltigungen und dem Einzug US-amerikanischer Frauen zum Wehrdienst oder deren Entsendung in Kampfeinsätze. Bereits zeitgenössische Kritiker bezeichneten Schlaflys Argumente als „fear-evoking“. 
Mit dem Schüren von Ängsten und der Propagierung konservativer Werte konnte Schlafly die Unterstützung für das Equal Rights Amendment verringern. Während die politische Unterstützung für das Equal Rights Amendment zu Beginn von immerhin schon dreißig der achtunddreißig zur Ratifizierung erforderlichen Bundesstaaten ratifiziert wurde, sank die Geschwindigkeit der Ratifizierung in den verbleibenden acht Jahren. Lediglich weitere fünf Bundesstaaten ratifizierten das Equal Rights Amendment. Die restlichen 15 Bundesstaaten, in denen 1980 überwiegend Demokraten die Mehrheit stellten, ratifizierten das Equal Rights Amendment bis 1982 nicht.

### Ihr Kampf gegen den Waffendienst der Frauen
Für die Konservative Schlafly war allein die Registrierung von Frauen zum Wehrdienst undenkbar. Es gelang ihr, viele Frauen gegen das Equal Rights Amendment und gegen die mögliche Registrierungspflicht im Rahmen des Military Service Selective Act für den Wehrdienst US-amerikanischer Frauen zu organisieren; selbst Kinder wurden zu Demonstrationen geführt, um mit Schildern den Staat und die Öffentlichkeit aufzufordern, ihre Mütter nicht in den Krieg zu entsenden.
Die Einbeziehung Minderjähriger offenbarte die Entschlossenheit der STOP-ERA-Bewegung, mit allen Mitteln die Ratifizierung des Equal Rights Amendment und die damit verbundene Möglichkeit der allgemeinen Wehrpflicht US-amerikanischer Frauen zu verhindern. Für Schlafly stand fest, dass eine mögliche Registrierung US-amerikanischer Frauen nur der Anfang wäre und weiterführend den Einzug zum Wehrdienst oder gar die Entsendung in Kriegseinsätze zur Folge hätte. Sie fasste ihre Einstellung so zusammen: „It becomes that much more important to defeat E.R.A. to keep women out of combat“ (Es ist umso dringlicher, ERA zu bekämpfen damit Frauen nicht in Kriegseinsätze gezogen werden). Schlafly kämpfte bereits vor Präsident Carters Entscheidung zur Reaktivierung der Registrierungspflicht für den Wehrdienst gegen den möglichen Kampfeinsatz von Frauen.

### Weitere Positionen
1952 kandidierte sie das erste Mal (erfolglos) als Republikanerin für den Kongress. 1964 erregte ihr Eintreten für den konservativen Präsidentschaftskandidaten der Republikaner, Barry Goldwater, in ihrem Buch A Choice, not an Echo große Aufmerksamkeit, in dem sie gegen die (ihrer Ansicht nach zu liberalen) „Rockefeller-Republikaner“ der Nordostküste polemisierte. In den 1960er Jahren führte sie außerdem Kampagnen gegen Rüstungskontrollabkommen mit der Sowjetunion. Darüber hinaus befürwortete sie isolationistische Tendenzen der USA und sprach sich gegen die Vereinten Nationen und die Verwicklung der USA in internationale „Polizeiaktionen“ wie in Bosnien aus. Sie war eine Gegnerin der Welthandelsorganisation (WTO), die sie für in ihren Augen für die USA schädliche Globalisierungstendenzen verantwortlich machte. Außerdem führte sie eine Kampagne gegen einige Richter des Obersten Gerichtshofs der USA. Hierzu veröffentlichte sie 2004 „The Suprematists – the tyranny of judges and how to stop them“ (Die Vorherrschaftsverfechter – Die Tyrannei der Richter und wie wir sie stoppen können).
Seit 1967 gab sie den monatlichen Phyllis Schlafly Report heraus. Ihre Kolumnen erschienen regelmäßig in etwa 100 Zeitungen in den USA. Sie war regelmäßige Radiokommentatorin und kommentierte 1974/5 bei CBS Morning News und 1980 bis 1983 bei CNN regelmäßig im Fernsehen.

## Rezeption
Die britische Wissenschaftsjournalistin Angela Saini legte dar, dass Schlafly der Beweis dafür gewesen sei, „dass der Traum vom häuslichen Leben seine Grenzen hat. Während sie [Schlafly] sich gegen Gleichberechtigung einsetzte, studierte und arbeitete sie und strebte schließlich nach politischer Prominenz. Sie gab es nie zu, aber ihre Karriere widersprach genau den Regeln, für die sich einsetzte“.

## Privates
Von 1949 bis zu dessen Tod 1993 war sie mit dem Anwalt John Fred Schlafly jr. verheiratet, mit dem sie sechs Kinder bekam. Ihr Sohn Andrew Schlafly ist Gründer des rechten Wikis Conservapedia.

## Fernsehserie
In der 2020 ausgestrahlten Miniserie Mrs. America wird Schlafly von Cate Blanchett gespielt. Inhaltlich geht es um das Equal Rights Amendment und Schlaflys politische Kampagne gegen dieses.